# Nora Hamzawi
Pour les articles homonymes, voir Hamzawi.
Nora Hamzawi, née le 29 avril 1983, à Cannes, est une humoriste, comédienne et chroniqueuse française. Elle se lance sur scène en 2009, et depuis, alterne les spectacles, les chroniques radio et les rôles d'actrice.

## Biographie
D'origine syrienne, Nora Hamzawi est née en 1983 à Cannes qu'elle quitte à un an et demi pour Paris, dans le quartier de la Maison de la Radio,. Une fois le baccalauréat obtenu, elle s'inscrit en faculté de droit mais abandonne au bout de trois semaines. Elle s'inscrit ensuite à l'IUT Paris Descartes en Infocom puis complète sa formation au CELSA, section « marketing, pub et communication », et suit en parallèle de ses études le Cours Florent et l'Atelier Fanny Vallon.
Elle se lance sur scène en 2009 avec son premier spectacle solo, en réussissant rapidement sur la scène humoristique française à imposer son style. Elle est révélée au public la même année par le festival Juste pour rire de Nantes. Elle est alors également auteure pour la série Scènes de ménages sur M6.
Elle se fait remarquer en participant à l'émission On n'demande qu'à en rire de Laurent Ruquier sur France 2 entre le 15 septembre 2011 et le 19 mars 2012, avant d'être éliminée par une note insuffisante des téléspectateurs (10/20). Jean Benguigui dit d'elle : « Elle ne sait pas bouger, elle ne sait pas jouer, elle ne sait même pas porter une robe ! ».
Entre 2013 et 2015, elle tient le rôle principal du Oh-Oh de Nora, une petite séquence humoristique intégrée au Before du Grand Journal sur Canal+. À partir de 2014, elle est également chroniqueuse dans Le Grand Journal. Après avoir été l'invitée de l'émission Quotidien sur TMC en octobre pour présenter son spectacle, Nora Hamzawi intègre l'équipe de Yann Barthès le 1er décembre 2016 et anime une chronique intitulée « Nora a la réponse » dans laquelle elle répond aux questions des enfants. Elle quitte l'émission en juin 2019.
En 2016, Nora Hamzawi publie chez Éditions Mazarine « 30 ans (10 ans de thérapie) »', premier livre qui compile ses textes et les agrémente d'inédits ; il est suivi d'un second, « 35 ans (dont 15 avant Internet) » publié chez le même éditeur en 2021,.
Elle est chroniqueuse radio sur France Inter de 2013 à 2017, dans l'émission On va tous y passer puis dans La Bande originale,.
En mars 2023, elle est nommée présidente de la commission d’aide aux créateurs vidéo sur internet (CNC Talent).
Nora Hamzawi poursuit sa carrière de comédienne au cinéma, dont plusieurs rôles pour Olivier Assayas, notamment dans Doubles Vies qui lui vaut le Swann d'Or de la révélation féminine au festival de Cabourg 2019 et une prénomination aux Césars 2020. En février 2024, elle réagit sur Instagram à l'annonce du maintien de la sortie du prochain film de Jacques Doillon, dont elle tient l’un des rôles principaux. Alors que le cinéaste est accusé de viol par l'actrice Judith Godrèche, elle déclare ne pas soutenir le maintien de la sortie du film qui constitue pour elle « un mépris vis-à-vis de la parole des femmes ». Elle ajoute : « ce qui se passe dans le milieu du cinéma, et qui je l’espère s’étend à d’autres milieux, est essentiel et important. C’est la chose à soutenir en priorité aujourd’hui,.». Toujours au cinéma, elle incarne plus récemment une avocate dans le film de Pascal Bonitzer Le Tableau volé sorti en salles en mai 2024,,.
A compter de mars 2024, elle joue à Paris au théâtre des Folies Bergère puis en tournée en France son troisième spectacle qu'elle a rôdé notamment au théâtre Lepic et à Lyon,,,,. Elle obtient fin mars 2025 une deuxième nomination aux Molières pour ce dernier spectacle, pour la catégorie du meilleur spectacle d'humour, où Waly Dia, Bérengère Krief et Paul Mirabel sont également distingués.

### Vie privée
Elle est la sœur du scénariste Amro Hamzawi, et de l'autrice et romancière Hadia Decharrière.
Elle a un fils né en 2017.

## Filmographie

### Cinéma

#### Longs métrages
- 2012 : Réussir sa vie de Benoît Forgeard
- 2013 : La Fille du 14 juillet d'Antonin Peretjatko
- 2013 : L'Ex de ma vie de Dorothée Sebbagh : l’employée de mairie
- 2015 : Pension complète de Florent-Emilio Siri : Dr Victoire Bonnaire
- 2017 : Boule et Bill 2 de Pascal Bourdiaux : l’éditrice
- 2019 : Doubles Vies d'Olivier Assayas[33] : Valérie
- 2019 : Alice et le Maire de Nicolas Pariser : Mélinda
- 2020 : Éléonore d'Amro Hamzawi[34]
- 2021 : CE2 de Jacques Doillon : Constance, mère de Claire
- 2023 : Un hiver en été de Laetitia Masson : Angèle
- 2023 : Le Syndrome des amours passées d'Ann Sirot et Raphaël Balboni : Julie
- 2024 : Le Tableau volé de Pascal Bonitzer : Maître Egerman
- 2024 : Hors du temps d'Olivier Assayas : Carole
- 2024 : Les Pistolets en plastique de Jean-Christophe Meurisse : la femme enceinte
- 2025 : Adieu Jean-Pat de Cécilia Rouaud : Clémence

#### Courts métrages
- 2010 : L'Antivirus de Benoît Forgeard[35], diffusé sur France 2 le 27 juin 2010[36]
- 2011 : Coloscopia de Benoît Forgeard, diffusé sur France 2[37]
- 2011 : Les Secrets de l'invisible d'Antonin Peretjatko[38]

#### Séries télévisées
- 2013 : En famille (M6) d'Alain Kappauf : Sarah
- 2022 : Irma Vep d'Olivier Assayas (OCS) : Carla

## Spectacles

### Seule en scène
- 2009 : Nora One Woman Show, au théâtre Le Bout à Paris[39]
- 2010 : Le Show Inutile, au théâtre de La Loge à Paris[40]
- 2012 : Harmonie Hormonale, à La Comédie des Trois-Bornes
- 2013-2018 : Nora Hamzawi, dans toute la France
- décembre 2018 : Nora Hamzawi, nouveau spectacle, en direct sur TMC (un million de téléspectateurs[réf. souhaitée]), puis disponible sur Netflix
- Depuis 2024 : Nora Hamzawi, aux Folies Bergère puis en tournée[41]

## Radio
- 2013-2014 : chroniqueuse dans On va tous y passer, avec Frédéric Lopez sur France Inter
- 2014-2016 : chroniqueuse dans La Bande originale, avec Nagui sur France Inter
- 27 novembre 2020 : diffusion sur France Inter du monologue Public imaginaire, un spectacle inédit et en direct, écrit pendant le confinement dû à la pandémie de Covid-19

## Émissions de télévision
- 2009-2011 : auteur dans Scènes de ménages diffusée sur M6[42].
- 2011-2012 : participante à On n'demande qu'à en rire, émission de Laurent Ruquier sur France 2
- 2013-2015 : séquence humoristique « Le Oh-Oh de Nora » dans Le Before du Grand Journal sur Canal+
- 2013 : joue son propre rôle dans la mini-série What Ze Teuf sur D8
- 2014-2015 : chroniqueuse dans Le Grand Journal, avec Antoine de Caunes sur Canal+
- 2016-2019 : chroniqueuse dans Quotidien, avec Yann Barthès sur TMC
- 10 janvier 2018 : La dernière de son spectacle au Casino de Paris est diffusée en direct en première partie de soirée sur TMC (audience de 777 000 spectateurs[réf. souhaitée]).
- 26 janvier 2022 : elle joue son spectacle Nora Hamzawi au Casino de Paris, diffusé en direct sur TMC (audience de 900 000 spectateurs[43]

## Publications

### Livres
- « 30 ans (10 ans de thérapie) », Mazarine, 2016  (ISBN 978-2-86374-443-7), rééd. poche  Marabout, 2017  (ISBN 978-2-50112-446-1)
- « 35 ans (dont 15 avant Internet) » Mazarine, 2021  (ISBN 978-2-86374-498-7), rééd. poche  Marabout, 2022  (ISBN 978-2-50116-179-4)
- Public imaginaire, Actes Sud 2021

### Presse
- 2014-2018 : chronique hebdomadaire dans Grazia : « Dans la tête de Nora Hamzawi »[réf. nécessaire]

## Distinctions

### Récompenses
- 2012 : Coup de cœur du public lors du Festival du rire de La Fontaine d'Argent à Aix-en-Provence.
- 2013 : Prix SACD au festival « L'Humour en Capitales »
- 2017 : Grand Prix SACEM de l'humour
- 2019 : Swann d'or au Festival du film de Cabourg / Révélation féminine pour Doubles Vies
- 2020 : César / Pré-nomination comme révélation féminine pour Doubles Vies

### Nominations
- Molières 2020 : Molière de l'humour pour Nora Hamzawi
- Molières 2025 : Molière de l'humour pour Nora Hamzawi

## Décorations
- Chevalière de l'ordre des Arts et des Lettres en 2022[44]